# Marti Belle
Pour les articles homonymes, voir Belle et Payano.
Martibel Payano (née le 7 août 1988 à New York) plus connue sous le nom de ring de Marti Belle est une catcheuse américaine d'origine dominicaine. Elle commence sa carrière de catcheuse fin 2009 et travaille à la Women Superstars Uncensored (WSU) où elle remporte le championnat par équipes de la WSU avec Tina San Antonio et Jazz puis le championnat Spirit de la WSU.

## Jeunesse
Martibel Payano est d'origine dominicaine et grandit en République Dominicaine à La Romana. Elle retourne à New York quand elle a sept ans et vit chez sa grand-mère. Elle devient fan de catch et apprend l'anglais en regardant des émissions à la télévision. Elle fait partie des équipes de volley-ball et de soft-ball du Washington Irving High School de New York. Elle étudie à l'American Musical and Dramatic Academy (en) et y obtient un diplôme en 2008.

## Carrière de catcheuse

### Débuts (2008-2015)
Martibel Payano s'entraîne pour devenir catcheuse à l'école de catch de Johnny Rodz. Elle est d'abord valet et participe à son premier combat de catch en novembre 2009.

### Women Superstars Uncensored(2010-2016)
Belle commence à travailler pour la Women Superstars Uncensored en 2010. Le 2 avril, elle se fait éliminer au premier tour du tournoi J-Cup par Britney Savage.Le lendemain a lieu le tournoi King & Queen of the Ring où avec Danny Demanto ils se font sortir dès le premier tour par Alicia et Devon Moore. Le 26 juin a lieu Uncensored Rumble III où Belle entre en 12e position de l'Uncensored Rumble match et se fait éliminer par Awesome Kong.
En fin d'année, elle s'allie avec Tina San Antonio et forment l'équipe The Belle Saints et remportent le 6 novembre le championnat par équipes de la WSU après leur victoire face à Cindy Rogers et Jana. En mars 2011, San Antonio se fracture la cheville et Jazz la remplace. Le 5 mars, Belle et Jazz conservent leur titre avec succès face à Jana et Latasha ainsi qu'Amy Lee et Cindy Rogers dans un Fans bring the weapons match. San Antonio revient de blessure le 2 avril et The Belle Saints gardent leur titre face à Monique et Rick Cataldo. Leur règne prend fin le 27 mai au cours d'un spectacle de la Pro Wrestling Syndicate après leur défaite face à Amber et Lexxus. 
Son alliance avec San Antonio prend fin le 19 novembre après leur défaite face à Jana et Luscious Latasha dans un match pour désigner les challengers pour le championnat par équipes. Après ce combat, San Antonio prend le micro pour se plaindre de son équipière. Elles s'affrontent une première fois le 3 mars 2012 lors de 5th Anniversary Show où Belle l'emporte. Elles se retrouvent le 28 avril dans un Uncensored Rules match où San Antonio prend sa revanche.
Au cours de sa rivalité avec San Antonio, Belle affronte Jessicka Havok à deux reprises dans des matchs pour le championnat Spirit de la WSU le 14 avril puis deux semaines plus tard,. Belle parvient à la vaincre le 16 juin et devient championne Spirit de la WSU grâce à l'intervention de Mercedes Martinez en fin de match. Elle conserve son titre face à Ezavel Suena le 12 octobre puis le lendemain face à Nikki Addams,.
Le 8 février 2014, elle perd le championnat Spirit de la WSU après sa défaite face à Ezavel Suena où cette dernière met en jeu son masque.
En 2015, elle fait équipe avec Jade à la WSU. Elles tentent sans succès de devenir championnes par équipes de la WSU le 11 juillet puis le 12 septembre mais elles ne parviennent pas à battre Kimber Lee et Annie Social (en),.

### World Wrestling Entertainment(2017)
Le 14 juillet 2017, la World Wrestling Entertainment (WWE) annonce que Marti Belle est une des participantes du tournoi Mae Young Classic,. Elle se fait éliminer dès le premier tour le 28 août par Rachael Evers.

### Retour à Impact Wrestling (2023-...)
Le 9 février 2023, elle fait son retour à Impact Wrestling avec Allysin Kay en attaquant Death Dollz (Jessicka, Taya Valkyrie et Rosemary).

## Palmarès

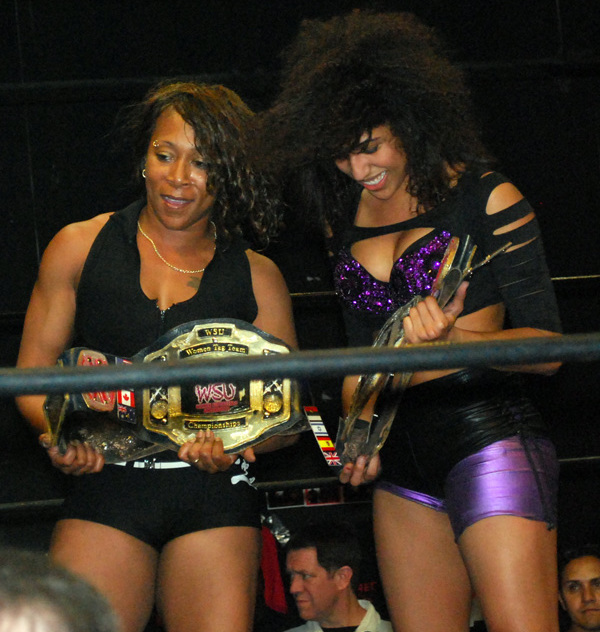
Jazz et Marti Belle avec les ceintures de championne par équipes de la WSU.

- American Pro Wrestling Alliance (APWA)
  - 1 fois championne du monde des Ladies de l'APWA[26]*
- National Wrestling Alliance (NWA)
  - 1 fois championne féminine par équipes de la NWA avec Allysin Kay

- New York Wrestling Connection (NYWC)
  - 2 fois championne des Starlet de la NYWC[27]

- Shine Wrestling
  - 3 fois championne par équipes de la Shine avec Jayme Jameson (2) et Allysin Kay (1)[28]

- Vicious Outcast Wrestling (VOW)
  - 1 fois championne Vixen's de la VOW[29]

- Women Superstars Uncensored (WSU)
  - 1 fois championne par équipes de la WSU avec Tina San Antonio et Jazz[30]
  - 1 fois championne Spirit de la WSU[31]

## Récompenses des magazines
- Pro Wrestling Illustrated

| Année | 2012 | 2013        | 2014 | 2015 | 2016 | 2017 | 2018 à 2019 | 2020 | 2021 | 2022 | 2023        | 2024 |
| ----- | ---- | ----------- | ---- | ---- | ---- | ---- | ----------- | ---- | ---- | ---- | ----------- | ---- |
| Rang  | 47   | Non classée | 38   | 37   | 32   | 49   | Non classée | 96   | 128  | 90   | Non classée | 162  |